# Sera Azuma
Sera Azuma (en japonés: 東晟良, Azuma Sera, Wakayama, 20 de agosto de 1999) es una deportista japonesa que compite en esgrima, especialista en la modalidad de florete.
Participó en dos Juegos Olímpicos de Verano, obteniendo una medalla de bronce en París 2024, en la prueba por equipos (junto con Yuka Ueno, Karin Miyawaki y Komaki Kikuchi), y el sexto lugar en Tokio 2020, en la misma prueba..
Ganó una medalla de bronce en el Campeonato Mundial de Esgrima de 2023, en la prueba por equipos.

## Palmarés internacional
| Juegos Olímpicos   | Juegos Olímpicos | Juegos Olímpicos  | Juegos Olímpicos    |
| Año                | Lugar            | Medalla           | Prueba              |
| ------------------ | ---------------- | ----------------- | ------------------- |
| 2024               | París (Francia)  | Medalla de bronce | Florete por equipos |
| Campeonato Mundial |                  |                   |                     |
| Año                | Lugar            | Medalla           | Prueba              |
| 2023               | Milán (Italia)   | Medalla de bronce | Florete por equipos |